# Pallone d'oro 1974
L’edizione 1974 del Pallone d'oro, 19ª edizione del premio calcistico istituito dalla rivista francese France Football, fu vinta dall'olandese Johan Cruijff (Barcellona).
I giurati che votarono furono 26, provenienti da Austria, Belgio, Bulgaria, Cecoslovacchia, Danimarca, Finlandia, Francia, Germania Est, Germania Ovest, Grecia, Inghilterra, Irlanda, Italia, Jugoslavia, Lussemburgo, Norvegia, Paesi Bassi, Polonia, Portogallo, Romania, Spagna, Svezia, Svizzera, Turchia, Ungheria e Unione Sovietica.

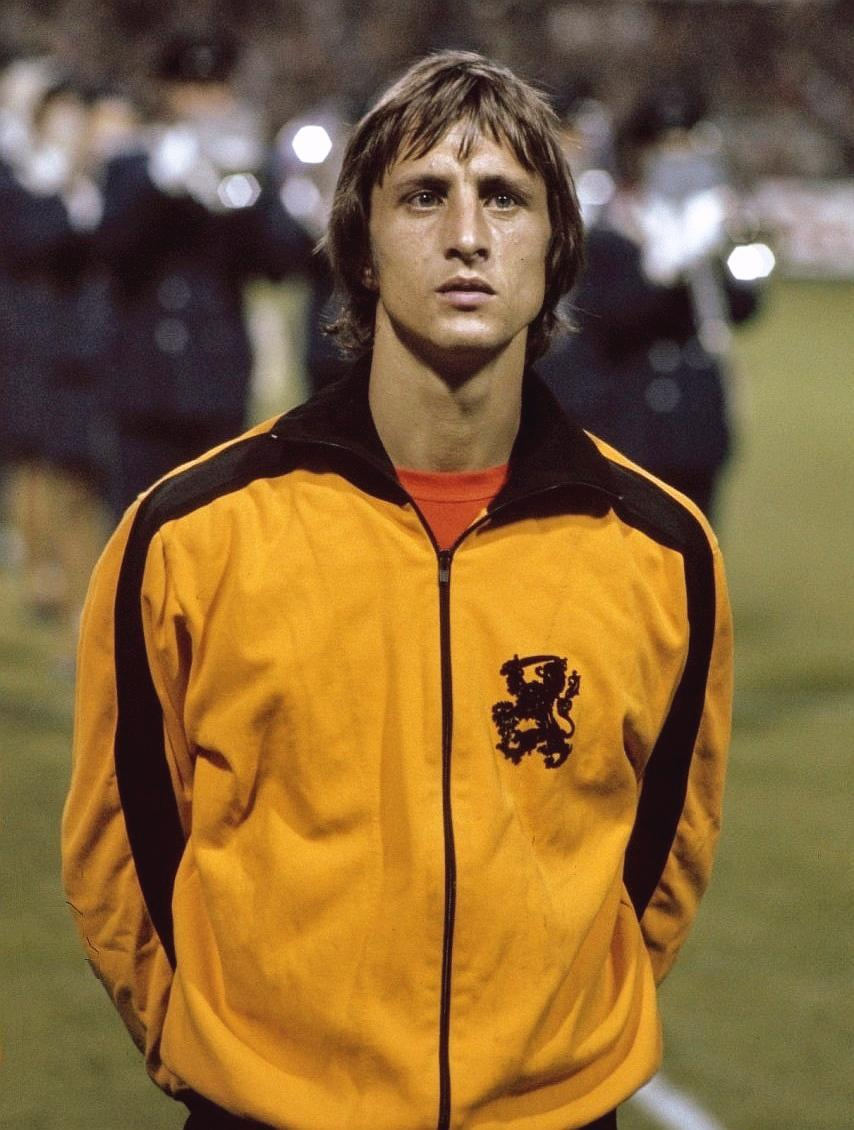
Johan Crujff, vincitore del Pallone d'oro 1974.